# غاري إنديانا
غاري إنديانا (بالإنجليزية: Gary Indiana)‏ (16 يوليو 1950 – 23 أكتوبر 2024) صحفي، ناقد سينمائي وروائي أمريكي.

## روابط خارجية
- غاري إنديانا على موقع IMDb (الإنجليزية)
- غاري إنديانا على موقع روتن توميتوز (الإنجليزية)
- غاري إنديانا على موقع ألو سيني (الفرنسية)
- غاري إنديانا على موقع أول موفي (الإنجليزية)
- غاري إنديانا على موقع قاعدة بيانات الفيلم (الإنجليزية)
- غاري إنديانا على موقع كينوبويسك (الروسية)